# Shintaro Nago
Shintaro Nago (født 17. april 1996) er en japansk fodboldspiller.
Han har spillet for flere forskellige klubber i sin karriere, herunder Kashima Antlers.